# Natalie Axmann
Natalie Axmann (* 3. November 1997 in Buxtehude, Deutschland) ist eine deutsche Handballspielerin, die während ihrer Karriere in der Bundesliga auflief.

## Karriere
Axmann begann das Handballspielen im Alter von vier Jahren in ihrer Geburtsstadt beim Buxtehuder SV. Ab dem Jahr 2012 besuchte die damalige B-Jugendspielerin gemeinsam mit ihrer Mitspielerin Emily Bölk für ein Jahr die Sport-Akademie des dänischen Vereins Viborg HK. Anschließend kehrte Axmann zum Buxtehuder SV zurück, mit dem sie 2014 die deutsche B-Jugendmeisterschaft gewann, 2014 und 2015 den dritten Platz bei der deutschen A-Jugendmeisterschaft belegte sowie 2016 die deutsche A-Jugendmeisterschaft errang.
Axmann lief schon im Jugendalter für 2. Damenmannschaft des Buxtehuder SV in der 3. Liga auf. Am 23. April 2016 gab die Rückraumspielerin ihr Debüt in der Bundesliga gegen den SVG Celle, bei dem sie vier Minuten auf dem Spielfeld stand. Anschließend lief Axmann weiterhin vorrangig für die 2. Damenmannschaft auf. In der Bundesligasaison 2016/17 erzielte sie ihre ersten beiden Treffer für die Erstligamannschaft. Zu Beginn der Saison 2017/18 zog sich Axmann einen Kreuzbandriss zu und fiel den Rest der Saison aus.
Axmann lief in der Saison 2018/19 für den Zweitligisten HL Buchholz 08-Rosengarten auf, mit dem sie die Zweitligameisterschaft gewann. Anschließend kehrte Axmann wieder nach Buxtehude zurück, wo sie dem Kader der Drittligamannschaft angehörte. Ab dem Jahr 2020 lief sie für die HL Buchholz 08-Rosengarten in der Bundesliga auf. Mit Rosengarten stand sie im Finale des DHB-Pokals 2020/21. Axmann beendete nach der Saison 2021/22 ihre Karriere. Im Oktober 2022 lief sie nochmals im DHB-Pokal 2022/23 für die Luchse auf. Nachdem sich mehrere Spielerinnen von HL Buchholz 08-Rosengarten schwer verletzt hatten, erklärte Axmann im Januar 2023 nochmals die Bereitschaft auszuhelfen. Seit der Saison 2024/25 läuft sie für die 2. Mannschaft der HL Buchholz 08-Rosengarten in der Handball-Regionalliga auf.

## Sonstiges
Ihre Mutter Heike Axmann gehörte dem Kader der deutschen Handballnationalmannschaft an. Auch ihr Bruder Dominik Axmann schlug eine Laufbahn als Handballspieler ein.